# Pelayo Novo García
Pelayo Novo García, noto semplicemente come Pelayo (Oviedo, 1º novembre 1990 – Oviedo, 28 febbraio 2023), è stato un calciatore spagnolo, di ruolo centrocampista.

## Palmarès

### Club

#### Competizioni nazionali
- Segunda División (Spagna): 1

Elche: 2012-2013